# Hypericin
Hypericin är en naftodiantron, ett rött antrakinonderivat, som tillsammans med hyperforin är den huvudsakliga aktiva substansen i Johannesört. Kemiskt är det en fenantroperylen. Hypericin tros verka som ett antibiotikum, antiviral och ickespecifik kinasinhibitor. Hypericin kan hindra funktionen hos dopamin beta-hydroxylas, vilket leder till förhöjda dopaminnivåer och därigenom möjligen lägre nivåer av adrenalin och noradrenalin.

## Funktion och effekter
Man trodde ursprungligen att den antidepressiva farmakologiska aktiviteten av hypericin berodde på hämning av monoaminoxidasenzym. Råextraktet av Hypericum är en svag hämmare av MAO-A och MAO-B. Isolerad hypericin visar inte denna aktivitet, men har viss affinitet för NMDA-receptorer. Detta tyder på att andra beståndsdelar är orsak till MAOI-effekten. Den nuvarande (2022) uppfattningen är att mekanismen för antidepressiv aktivitet beror på hämning av återupptaget av vissa neurotransmittorer.
Det stora kromoforsystemet i molekylen innebär att det kan orsaka ljuskänslighet vid förtäring över tröskelvärdet. Ljuskänslighet ses ofta hos djur som fått beta av johannesört. Eftersom hypericin ackumuleras företrädesvis i cancervävnader används det också som en indikator på cancerceller. Dessutom är hypericin under forskning som ett medel inom fotodynamisk terapi, där en biokemikal absorberas av en organism för att senare aktiveras med spektrumspecifikt ljus från specialiserade lampor eller laserkällor, för terapeutiska ändamål. De antibakteriella och antivirala effekterna av hypericin tros också uppstå från dess förmåga till fotooxidation av celler och viruspartiklar.

## Framställning
Hypericin härrör från cyklisering av polyketider. Biosyntesen av hypericiner sker genom polyketidvägen där en oktandedkedja går igenom successiva cykliseringar och dekarboxyleringar för att bilda emodinantron som tros vara föregångaren till hypericin. Oxidationsreaktioner ger protoformer som sedan omvandlas till hypericin och pseudohypericin. Dessa reaktioner är ljuskänsliga och sker under exponering för ljus och med hjälp av enzymet Hyp-1.